# 2101 Records
2101 Records é uma editora discográfica norte-americana fundada pelo produtor marroquino RedOne em 2010.

## História
A fundação da editora ocorreu em 2010 através do produtor marroquino RedOne, com o auxílio da Universal Music Group. A 1 de Maio de 2013, foi anunciado que a organização tinha assinado um novo negócio de distribuição com a Capitol Records.

## Artistas
- Mohombi[1]
- Havana Brown[1]
- Midnight Red[2]
- Porcelain Black[2]
- 7Lions[2]
- Jennifer Lopez[3]